# Sillago caudicula
Sillago caudicula is een straalvinnige vissensoort uit de familie van de witte baarzen (Sillaginidae). De wetenschappelijke naam van de soort is voor het eerst geldig gepubliceerd in 2010 door Kaga, Imamura & Nakaya.